# Поцелуй вдовы
Поцелуй вдовы — американский теле-триллер 1996 года режиссёра Джеймса Фолди. Мировая премьера фильма состоялась 18 января 1996 года.

## Сюжет
Красотка Вивиан зарабатывает миллионы долларов, убивая своих мужей. Последний — адвокат Джастин Сейджер — скончался от сердечного приступа вскоре после свадьбы. Его сын Шон намерен доказать вину мачехи и лишить её наследства. 

## В ролях
- Беверли Д'Анджело — Вивиан Фэйрчайлд, мачеха Шона
- МакКензи Астин — Шон Сэйджер, сын адвоката
- Деннис Хейсбёрт — Эдди Костелло
- Брюс Дэвисон — Джастин Сэйджер, отец Шона
- Анна Мария Хорсфорд — Лаванда Харрисон
- Барбара Раш — Эдит Фицпатрик
- Майкл Вулсон — Пол Фэйрчайлд
- Лесли Хоран — Келли Гивенс
- Брэд Джозеф Дубин — Крис Шелби